# Riddarorden
En riddarorden var under medeltiden en orden (sammanslutning) av riddare som verkade för kristendomens spridning. Vissa existerar än idag.
Riddare dubbades oftast av en Kung då riddaren svor en ed att skydda kungen, påven och kristendomen samt att skydda de svaga.  I vissa fall kunde även högt uppsatta högheter nära Kungen ha rätt att dubba riddare. 
Den äldsta känd Riddarorden är  knights of St Lazarus och Tempelriddarorden. Dessa ordnar stred även tillsammans på 1100-1300 talet och var de mest respekterade riddarordnarna.   
I modern tid har dessa ordnar en mindre militär funktion och fokuserar nästan helt på välgörenhet, men kan fortfarande dubba viktiga personer till riddare.   
En riddare tilltalas med Sir eller Master. Många riddare var även adliga och tilltalades då My Lord/My Lordship.

## Kända riddarordnar
- Knights of St Lasarus Orden  1100
- Alcántaraorden (från 1156)
- Bathorden (från 1399)
- Brittiska Imperieorden (från 1917)
- Calatravaorden (1158-)
- Johanniterorden (från ca 1080) – den katolska grenen kallas efter flytten till Malta för Malteserorden. Johanniterorden är numera beteckningen för den protestantiska grenen av orden.
- Kristusorden (från 1318)
- Sankt Mikaels och Sankt Georgsorden (från 1818)
- Strumpebandsorden (från 1348)
- Svärdsriddarorden (1202–1237)
- Tempelherreorden (1119–1312)
- Tistelorden (från 1687)
- Tyska orden (från 1190)
- Den Heliga gravens av Jerusalem riddarorden (från 1099)

## Riddarordnar med verksamhet eller medlemmar i Sverige
I avsaknad av en internationell reglering bildades 1960 Internationella kommissionen för riddarordnar, IKR (International Commission for Orders of Chivalry, ICOC) vid den femte internationella kongressen för genealogi och heraldik som hölls i Stockholm under beskyddarskap av prins Bertil med statsheraldikern Gunnar Scheffer som generalsekreterare. I en rapport från kongressens kommission för statlig heraldik föreslogs att man borde ta fram en lista, åtminstone en tillfällig, över oberoende och dynastiska riddarordnar med mera. 
Efter presentationen av denna lista vid den sjätte internationella kongressen för genealogi och heraldik 1962 i Edinburgh, där förre landshövdingen Carl Hamilton var vice ordförande, presenterades listan och kommissionen permanentades därefter. Den svenska kommissionären Per Nordenvall är verksam både på Riddarhuset och inom Kungliga Hovstaterna, och grevinnan Walburga Habsburg Douglas är beskyddarinna för kommissionen. 
I Sverige har följande riddarordnar, som uppfyller IKR:s krav, fast organisation i Sverige eller Skandinavien (Den inledande beteckningen i rubrikerna nedan hänför sig till listans indelning):

### Oberoende orden
- Suveräna Malteserordens skandinaviska association.

### Halvoberoende ordnar
- Johanniterorden i Sverige
- Påvliga Heliga gravens ordens svenska ståthållarskap

### Dynastisk orden
- Kungl. Italienska S:t Mauritius- och Lazarusordens skandinaviska delegation
- Kungl. Neapolitanska Konstantinska Sankt Georgsordens skandinaviska delegation

### Ridderliga institutioner
IKR införde kategorin 2004 som ett sätt att lösa den akademiska diskussionen. Furstehusen själva och även furstehusen sinsemellan betraktar i många fall dessa som fullvärdiga riddarordnar, visat genom att de används vid ordensutväxlingar. En del kommissionärer har ståndpunkten att genuina furstehus kan instifta riddarordnar även som fd regerande, och därför betraktar gruppen som riddarordnar, medan andra menar att så inte är fallet. Lösningen blev att införa en ny kategori för denna typ av sammanslutningar.
- Kungl. Portugisiska S:t Mikaels av vingen orden
- Kungl. Georgiens Örn- och tunikeorden
- Ungerska Vitézorden